# 頭巾 (澎湖)

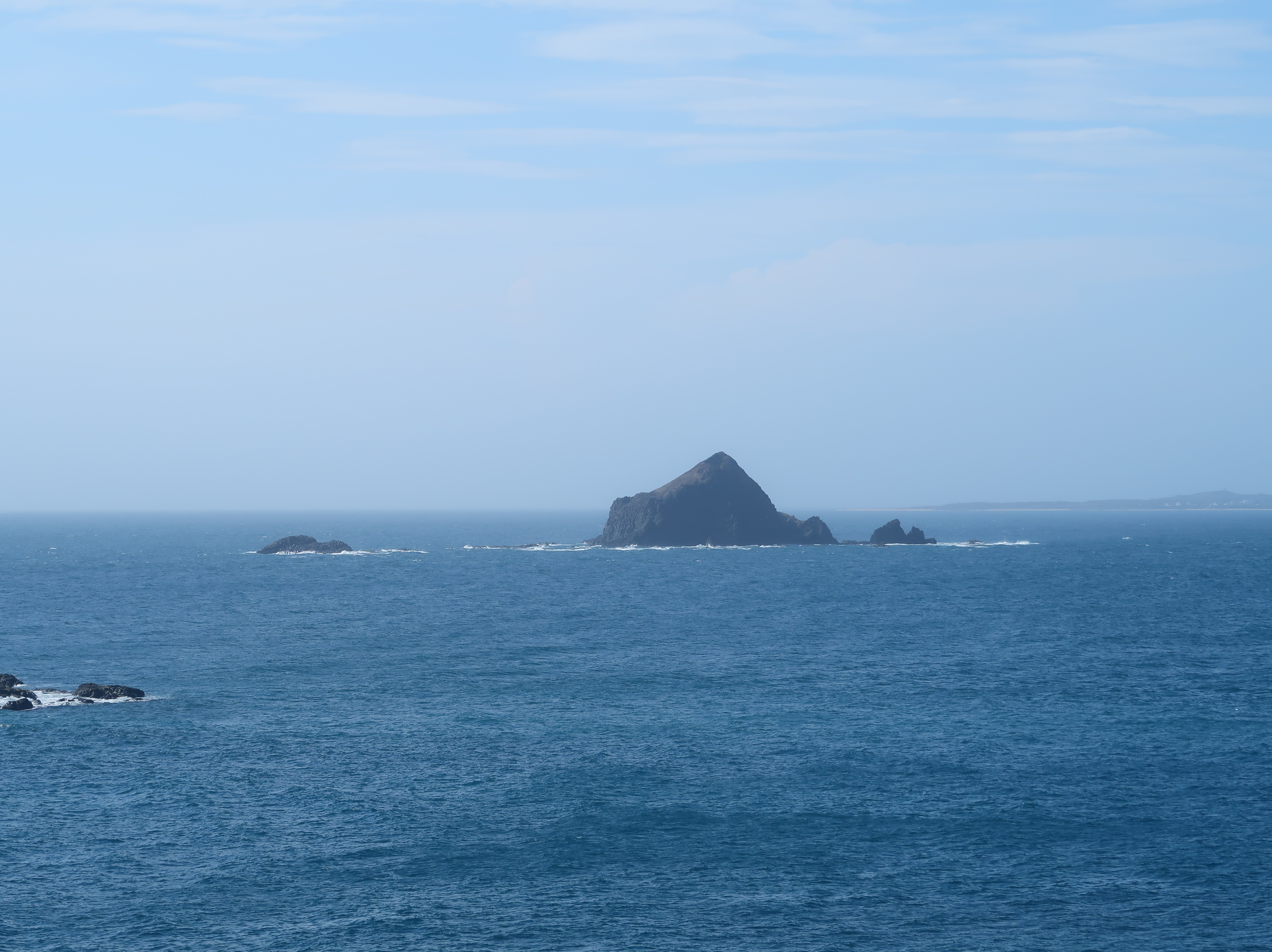

頭巾，因島形似古代包頭的頭巾而得名，為台灣澎湖縣望安鄉西坪村的一個島嶼，面積約0.0074平方公里。島嶼位於西嶼坪嶼北北西方約1.9公里處。該島為眾多燕鷗棲息繁殖的地方，亦吸引不少遊客參觀。該島最高點約高49公尺，為澎湖南方四島國家公園中，僅次於東嶼坪嶼（61公尺）的高點。